# هرمان كنول
هرمان كنول (بالألمانية: Hermann Knoll) هو لاعب هوكي الجليد نمساوي، ولد في 10 ديسمبر 1931 في فيينا في النمسا، وتوفي في 26 مارس 2015.

## وصلات خارجية
- هرمان كنول على موقع EliteProspects.com (الإنجليزية)
- هرمان كنول على موقع أوليمبيديا (الإنجليزية)